# Aisam-Ul-Haq Qureshi
Aisam-Ul-Haq Qureshi (ourdou : اعصام الحق قریشی), né le 17 mars 1980 à Lahore, est un joueur de tennis pakistanais, professionnel 1998 et 2024.

## Carrière
Espoir junior pakistanais, il a terminé la saison 1998 à la 11e place mondiale en junior avant de devenir professionnel la même année. Il est ensuite resté cantonné aux tournois Challenger en simple, remportant un tournoi à New Delhi en 2007.
Il a attiré l'attention des médias en 2002 lorsqu'il a participé aux côtés du joueur de tennis israélien Amir Hadad aux tournois de double de Wimbledon puis de l'US Open. Ils ont ensemble atteint le troisième tour de Wimbledon et le second tour de l'US Open, perdant lors de ce dernier contre la paire tenante du titre. L'ATP leur décernera le prix Arthur Ashe de la sportivité à la suite de cette association.
En 2007, il a atteint le deuxième tour à Wimbledon et la finale du Kingfisher Airlines Tennis Open avec l'Indien Rohan Bopanna. Avec Bopanna, il a ensuite atteint plusieurs finales et gagne un premier titre à Johannesburg en 2010.
C'est en 2010 qu'il se fait connaître lorsqu'il parvient en finale de l'US Open en double messieurs avec Bopanna et en double mixte avec Květa Peschke. La paire remporte ensuite quatre titres en 2011 dont le Masters de Paris-Bercy contre Julien Benneteau et Nicolas Mahut. En 2012, il s'associe à Jean-Julien Rojer et dispute une demi-finale à Roland-Garros, perdue contre les frères Bryan. En 2013, ils s'imposent à Miami et perdent en finale à Bercy. Il retrouve Bopanna lors de la saison 2014 et les deux hommes s'imposent notamment à Dubaï. En 2017, il remporte cinq tournois avec autant de partenaires différents dont celui de Barcelone avec Florin Mergea. Sur ses dernières saisons, il s'associe notamment avec Santiago González, Dominic Inglot et Aleksandr Nedovyesov avec lequel il dispute deux finales en 2022.
Aisam-Ul-Haq Qureshi est membre du club des Champions de la Paix, un collectif de plus de 90 sportifs de haut niveau créé par Peace and Sport, organisation internationale basée à Monaco et œuvrant pour la construction d'une paix durable grâce au sport.
En février 2024, il devient président de la fédération de tennis du Pakistan puis arrête sa carrière en juillet de la même année à l'âge de 44 ans.

## Parcours dans les tournois duGrand Chelem

### En simple
| Année | Open d'Australie | Open d'Australie | Internationaux de France | Internationaux de France | Wimbledon      | Wimbledon   | US Open         | US Open     |
| ----- | ---------------- | ---------------- | ------------------------ | ------------------------ | -------------- | ----------- | --------------- | ----------- |
| 2007  | —                | —                | —                        | —                        | 2e tour (1/32) | Marat Safin | —               | —           |
| 2008  | —                | —                | —                        | —                        | —              | —           | 1er tour (1/64) | Carlos Moyà |

N.B. : à droite du résultat se trouve le nom de l'ultime adversaire.

### En double messieurs
| Année | Open d'Australie             | Open d'Australie           | Internationaux de France      | Internationaux de France          | Wimbledon                    | Wimbledon                      | US Open                      | US Open                     |
| ----- | ---------------------------- | -------------------------- | ----------------------------- | --------------------------------- | ---------------------------- | ------------------------------ | ---------------------------- | --------------------------- |
| 2002  | —                            | —                          | —                             | —                                 | 1/8 de finale Amir Hadad     | Martin Damm Cyril Suk          | 2e tour (1/16) Amir Hadad    | Wayne Black K. Ullyett      |
| 2003  | —                            | —                          | 1er tour (1/32) D. Vacek      | Rick Leach B. MacPhie             | 1er tour (1/32) Amir Hadad   | Jiří Novák R. Štěpánek         | —                            | —                           |
|       |                              |                            |                               |                                   |                              |                                |                              |                             |
| 2008  | —                            | —                          | 1er tour (1/32) R. Bopanna    | Bob Bryan Mike Bryan              | 2e tour (1/16) R. Bopanna    | M. Granollers S. Ventura       | 1er tour (1/32) R. Bopanna   | S. Grosjean M. Gicquel      |
| 2009  | —                            | —                          | —                             | —                                 | 1/8 de finale P. Amritraj    | M. Bhupathi M. Knowles         | 2e tour (1/16) J. Nieminen   | D. Nestor N. Zimonjić       |
| 2010  | 1er tour (1/32) R. Bopanna   | R. De Voest Scott Lipsky   | 2e tour (1/16) R. Bopanna     | J. Benneteau M. Llodra            | 1/4 de finale R. Bopanna     | J. Melzer P. Petzschner        | Finale R. Bopanna            | Bob Bryan Mike Bryan        |
| 2011  | 1/8 de finale R. Bopanna     | M. Llodra N. Zimonjić      | 1/4 de finale R. Bopanna      | Bob Bryan Mike Bryan              | 1er tour (1/32) R. Bopanna   | J. S. Cabal Robert Farah       | 1/2 finale R. Bopanna        | M. Fyrstenberg M. Matkowski |
| 2012  | 1/8 de finale J.-J. Rojer    | Eric Butorac Bruno Soares  | 1/2 finale J.-J. Rojer        | Bob Bryan Mike Bryan              | 1/8 de finale J.-J. Rojer    | J. Marray F. Nielsen           | 1/2 finale J.-J. Rojer       | Bob Bryan Mike Bryan        |
| 2013  | 1/8 de finale J.-J. Rojer    | T. Bellucci B. Paire       | 1/8 de finale J.-J. Rojer     | P. Cuevas H. Zeballos             | 1/8 de finale J.-J. Rojer    | J. Benneteau N. Zimonjić       | 1/4 de finale J.-J. Rojer    | Leander Paes R. Štěpánek    |
| 2014  | 1/8 de finale R. Bopanna     | T. C. Huey D. Inglot       | 2e tour (1/16) R. Bopanna     | J. Erlich M. Melo                 | 2e tour (1/16) R. Bopanna    | V. Pospisil Jack Sock          | 1er tour (1/32) R. Bopanna   | D. Bracciali A. Seppi       |
| 2015  | 1/8 de finale N. Zimonjić    | P.-H. Herbert N. Mahut     | 1er tour (1/32) G. Müller     | F. Mayer F. Moser                 | 2e tour (1/16) G. Müller     | P.-H. Herbert Nicolas Mahut    | 2e tour (1/16) G. Müller     | Eric Butorac Scott Lipsky   |
| 2016  | 1er tour (1/32) J. Marray    | Jamie Murray Bruno Soares  | 1/8 de finale D. Nestor       | P. Cuevas M. Granollers           | 2e tour (1/16) M. Demoliner  | T. C. Huey Max Mirnyi          | 1/4 de finale R. Lindstedt   | P.-H. Herbert N. Mahut      |
| 2017  | 2e tour (1/16) J. Melzer     | Brian Baker Nikola Mektić  | 1er tour (1/32) F. Mergea     | F. Verdasco N. Zimonjić           | 1/8 de finale F. Mergea      | Łukasz Kubot Marcelo Melo      | 1er tour (1/32) Sam Groth    | K. Khachanov A. Rublev      |
| 2018  | 1/4 de finale M. Matkowski   | Bob Bryan Mike Bryan       | 1er tour (1/32) J.-J. Rojer   | Evgeny Donskoy M. Á. Reyes-Varela | 2e tour (1/16) J.-J. Rojer   | Ken Skupski Neal Skupski       | 1er tour (1/32) J. Erlich    | Austin Krajicek T. Sandgren |
| 2019  | 1er tour (1/32) S. González  | Henri Kontinen John Peers  | 1er tour (1/32) S. González   | Dušan Lajović J. Tipsarević       | 1/8 de finale S. González    | Marcus Daniell Wesley Koolhof  | 1er tour (1/32) S. González  | Henri Kontinen John Peers   |
| 2020  | 1er tour (1/32) D. Inglot    | J.-J. Rojer Horia Tecău    | 1er tour (1/32) D. Inglot     | Manuel Guinard A. Rinderknech     | Annulé                       | Annulé                         | 1er tour (1/16) D. Inglot    | Jack Sock J. Withrow        |
| 2021  | 2e tour (1/16) T. Brkić      | Rajeev Ram Joe Salisbury   | 2e tour (1/16) O. Marach      | Jamie Murray Bruno Soares         | 1/8 de finale O. Marach      | M. Granollers H. Zeballos      | 1/8 de finale J. O'Mara      | M. Granollers H. Zeballos   |
| 2022  | 2e tour (1/16) A. Nedovyesov | Marcos Giron Kwon Soon-woo | 1er tour (1/32) A. Nedovyesov | M. McDonald Tommy Paul            | 2e tour (1/16) A. Nedovyesov | Rafael Matos D. Vega Hernández | 2e tour (1/16) A. Nedovyesov | M. Arévalo J.-J. Rojer      |
| 2023  | 1/8 de finale N. Čačić       | W. Koolhof N. Skupski      | —                             | —                                 | —                            | —                              | —                            | —                           |

N.B. : le nom du partenaire se trouve sous le résultat ; le nom des ultimes adversaires se trouve à droite.

### En double mixte
| Année | Open d'Australie                | Open d'Australie             | Internationaux de France      | Internationaux de France      | Wimbledon                       | Wimbledon                    | US Open                       | US Open                     |
| ----- | ------------------------------- | ---------------------------- | ----------------------------- | ----------------------------- | ------------------------------- | ---------------------------- | ----------------------------- | --------------------------- |
| 2010  | —                               | —                            | —                             | —                             | 1er tour (1/32) A. Kudryavtseva | L. Davenport Bob Bryan       | Finale Květa Peschke          | Liezel Huber Bob Bryan      |
| 2011  | —                               | —                            | 2e tour Květa Peschke         | J. Gajdošová T. Bellucci      | 2e tour Květa Peschke           | J. Erlich Shahar Peer        | —                             | —                           |
| 2012  | 1/4 de finale A. Hlaváčková     | R. Vinci D. Bracciali        | 1er tour (1/16) A. Hlaváčková | G. Voskoboeva D. Bracciali    | 2e tour (1/16) A. Hlaváčková    | Hsieh Su-wei C. Fleming      | 1er tour (1/16) Hsieh Su-wei  | K. Peschke M. Matkowski     |
| 2013  | 1er tour (1/16) S. Arvidsson    | Elena Vesnina Leander Paes   | 1/2 finale Cara Black         | K. Mladenovic Daniel Nestor   | 3e tour (1/8) Cara Black        | K. Mladenovic D. Nestor      | 1er tour (1/16) Cara Black    | K. Srebotnik N. Zimonjić    |
| 2014  | 1/4 de finale Julia Görges      | Sania Mirza Horia Tecău      | —                             | —                             | 1/2 finale V. Dushevina         | S. Stosur N. Zimonjić        | 2e tour (1/8) A. Kudryavtseva | Cara Black Leander Paes     |
| 2015  | 1er tour (1/16) A. Kudryavtseva | D. Gavrilova Luke Saville    | 1/4 de finale An. Rodionova   | B. Mattek Mike Bryan          | 1er tour (1/32) V. Dushevina    | Ken Skupski J. Konta         | —                             | —                           |
| 2016  | 2e tour (1/8) Y. Shvedova       | Sania Mirza Ivan Dodig       | 1er tour (1/16) Olga Savchuk  | Alizé Cornet J. Eysseric      | 1/2 finale Y. Shvedova          | A.-L. Grönefeld Robert Farah | 1er tour (1/16) Xu Yifan      | Y. Shvedova Bruno Soares    |
| 2017  | 1er tour (1/16) Vania King      | I.-C. Begu Horia Tecău       | 1er tour (1/16) Květa Peschke | A. Klepač D. Inglot           | 2e tour (1/16) A.-L. Grönefeld  | H. Watson H. Kontinen        | 2e tour (1/8) Raquel Atawo    | L. Hradecká M. Matkowski    |
| 2018  | 1er tour (1/16) Yang Zhaoxuan   | Chan Hao-ching Michael Venus | 1er tour (1/16) Yang Zhaoxuan | A. Kudryavtseva Nikola Mektić | 2e tour (1/16) A. P. Santonja   | Latisha Chan Ivan Dodig      | 1er tour (1/16) Raquel Atawo  | A.-L. Grönefeld S. González |
| 2019  | —                               | —                            | 1/2 finale N. Kichenok        | G. Dabrowski Mate Pavić       | 3e tour (1/8) N. Kichenok       | K. Peschke W. Koolhof        | —                             | —                           |
|       |                                 |                              |                               |                               |                                 |                              |                               |                             |
| 2021  | —                               | —                            | —                             | —                             | 2e tour (1/16) N. Kichenok      | Chan Y.-j. Ivan Dodig        | —                             | —                           |
| 2022  | 1/4 de finale M. Ninomiya       | L. Hradecká G. Escobar       | —                             | —                             | —                               | —                            | —                             | —                           |

N.B. : le nom de la partenaire se trouve sous le résultat ; le nom des ultimes adversaires se trouve à droite.

## Participation au Masters

### En double
| Année | Ville            | Surface    | Partenaire        | Résultats  | Résultat final    |
| ----- | ---------------- | ---------- | ----------------- | ---------- | ----------------- |
| 2011  | Londres O2 Arena | Dur indoor | Rohan Bopanna     | 3m, 0v, 3d | Éliminé en poules |
| 2012  | Londres O2 Arena | Dur indoor | Jean-Julien Rojer | 3m, 0v, 3d | Éliminé en poules |
| 2013  | Londres O2 Arena | Dur indoor | Jean-Julien Rojer | 3m, 0v, 3d | Éliminé en poules |

## Classements ATP en fin de saison
| Année          | 2000 | 2001 | 2002 | 2003 | 2004 | 2005 | 2006 | 2007 | 2008 | 2009 | 2010 | 2011 | 2012 | 2013 | 2014 | 2015 | 2016 | 2017 | 2018 | 2019 | 2020 | 2021 | 2022 | 2023 | 2024 |
| Rang en simple | 261  | 251  | 265  | 493  | 199  | 450  | 417  | 148  | 221  | 636  | –    | –    | –    | –    | –    | 1199 | –    | –    | –    | –    | –    | –    | –    | –    | –    |
| Rang en double | 211  | 170  | 102  | 187  | 136  | 168  | 365  | 100  | 85   | 59   | 18   | 9    | 14   | 15   | 34   | 37   | 40   | 31   | 47   | 52   | 50   | 50   | 65   | 126  | 686  |

Source : (en) Classements de Aisam-Ul-Haq Qureshi sur le site officiel de la Fédération internationale de tennis